# Gaetano Caltagirone
Gaetano Caltagirone (Roma, 30 dicembre 1929 – Roma, 16 febbraio 2010) è stato un imprenditore italiano, imprenditore edile romano, il più anziano dei nipoti dell'omonimo fondatore dell'impresa di famiglia.

## Biografia
Gaetano Caltagirone salì alla direzione dell'impresa di famiglia nel 1959 a seguito della malattia del padre Ignazio. Guidò l'azienda insieme ai due fratelli Camillo e Francesco Bellavista Caltagirone.
Il 2 giugno 1977 fu nominato Cavaliere del Lavoro insieme, tra gli altri, a Silvio Berlusconi, Gianni Agnelli e Leopoldo Pirelli.
Il 10 novembre 1979 scoppiò però lo scandalo Italcasse: diciannove società del gruppo Caltagirone furono dichiarate fallite; i tre fratelli Caltagirone furono incriminati del reato di bancarotta e colpiti da un mandato di cattura. Gaetano e di Francesco Bellavista Caltagirone sfuggirono all'arresto giacché nel frattempo si erano trasferiti a New York, dove tuttavia subirono dieci giorni di arresto. Camillo Bellavista Caltagirone, che si trovava a Santo Domingo, fu estradato in Italia dove subì un anno di carcerazione. Nel 1988 i tre imprenditori furono interamente prosciolti dalla Corte d'Appello (già nel 1984 la cassazione aveva dichiarato nulli i mandati di arresto), e nel 1991 fu revocata la dichiarazione di fallimento. L'anno seguente a seguito di una transazione l'Italcasse dovette versare ai due fratelli e agli eredi di Camillo, che era morto nel 1989, 36 miliardi di lire a titolo di risarcimento . Nelle  more del giudizio Gaetano Caltagirone si era ritirato a Montecarlo.
La decorazione di cavaliere del lavoro, che gli era stata ritirata nel 1981 «per indegnità e mancanza degli elevati requisiti morali e professionali» dall'allora presidente della Repubblica Sandro Pertini, gli fu restituito formalmente solo nel 2009 da Giorgio Napolitano.
Aiutò alcuni cugini ad entrare nell'imprenditoria edile.
Tifoso della Roma della quale divenne consigliere durante la presidenza di Dino Viola e legato alla corrente politica andreottiana, negli anni settanta era diventato proverbiale l'intercalare "A Fra', che te serve?" che sarebbe stato uso rivolgere a Franco Evangelisti.
È scomparso nel 2010 dopo una lunga malattia all'età di 80 anni.